# Skodsborgsmötet
Skodborgsmötet var ett möte i Skodsborg utanför Köpenhamn 22 juli 1863 mellan Fredrik VII av Danmark och den svenske kungen Karl XV.
Karl lovade där på eget bevåg, utan den svenska regeringens samtycke, att militärt stödja Danmark i dess konflikt med Preussen om hertigdömet Slesvig. 

## Bakgrund
Den utrikespolitiska bakgrunden till kungamötet var den fara som återigen hotade Danmark från Preussen och Österrike med anledning av att den danska regeringen vidtagit åtgärder att genom författningsändringar knyta Slesvig fastare till moderlandet. Det första steget i den riktningen hade tagits på våren 1863, i förhoppning att Preussen och dess bundsförvant Ryssland då skulle få nog att göra med det polska upproret. Otto von Bismarck, som inlett Preussens ryssvänliga politik, var så illa omtyckt inte enbart inom Preussen utan inom hela Tyskland, att rikets handlingskraft måste bli försvagad genom den inre tvedräkten. Samtidigt ställde skandinaverna stora förhoppningar på Storbritannien men framför allt på Napoleon III i Frankrike.

## Mötet
Vid 12-tiden på dagen anlände Karl XV till Skodsborg, och "efter en dryg frukost, som ej slutade förrän klockan efter två", begav sig de båda kungarna upp till enskilt samtal. Den danske statsministern Carl Christian Hall blev telegrafiskt efterskickad. Det var han som sedan för den svenske ministern i Köpenhamn, Henning Hamilton, berättade vad Karl XV utlovat vid kungamötet. Eftervärlden har sedan i sin tur fått veta det när Hamiltons anteckningar om 1863–64 års politiska händelser på 1900-talet blev tillgängliga för forskningen. Man vet nu att Karl XV på Skodsborg med lovade att ifall tyskarna ryckte in i Holstein, skulle han genast komma till Slesvigs försvar med 20 000 man svenska och norska trupper.
Hall insåg dock – och det framhöll också Hamilton för honom – att kung Karl i sin oförsiktighet gått alldeles för långt och lovat mer än hans ansvariga ministrar ville och kunde hålla. Det var ju endast genom dem som han kunde avsluta några bindande underhandlingar med främmande makter. Detta faktum utgick också tydligen danska regeringen ifrån vid de underhandlingar om en slutlig förbundstraktat som följde på Skodsborgsmötet. De sköttes av Hamilton och Hall och rörde sig endast om skydd för Slesvig.

## Resultat
Kungens löfte upphävdes några månader senare av en svensk-norsk regeringskonferens känd som Ulriksdalskonferensen. När sedan kriget mellan Danmark och Preussen/Österrike bröt ut i början av 1864 fick därför Danmark inget aktivt svensk-norskt stöd. Resultatet av kriget blev ett militärt och diplomatiskt nederlag för Danmark och ledde till att man genom freden i Wien 1864 förlorade de tre hertigdömena Slesvig, Holstein och Sachsen-Lauenburg.